# Eutrypanus
Eutrypanus is een kevergeslacht uit de familie van de boktorren (Cerambycidae). De wetenschappelijke naam van het geslacht werd voor het eerst geldig gepubliceerd in 1847 door Erichson.

## Soorten
Eutrypanus omvat de volgende soorten:
- Eutrypanus dorsalis (Germar, 1824)
- Eutrypanus mucoreus (Bates, 1872)
- Eutrypanus signaticornis (Castelnau, 1840)
- Eutrypanus tessellatus White, 1855
- Eutrypanus triangulifer Erichson, 1847